# Bogyiszló
Bogyiszló község Tolna vármegyében, a Tolnai járásban.

## Fekvése
A Dél-Mezőföld és a Tolnai-Sárköz határán, Tolna vármegye székhelyétől, Szekszárdtól 11 kilométerre kelet-északkeletre helyezkedik el. A mai község közvetlenül a Duna egy régen lefűződött holtága mellett, annak bal parti oldalán, sőt a több kilométerrel nyugatabbra húzódó Tolnai-Duna-ágnak is a bal partján alakult ki, de a folyó természetes mederváltozásai és mesterséges szabályozásai eredményeként ma mégis a folyam főágának jobb partján helyezkedik el, a Sió-csatorna betorkollásának északi oldalánál.
A szomszédos települések: észak felől Fadd, északkelet felől Fajsz, kelet felől Dusnok, délnyugat felől Őcsény és Szekszárd, északnyugat felől pedig Tolna.

### Megközelítése
Közúton három irányból közelíthető meg:
- A 6-os főútról Tolnánál letérve, a város központjáig az 51 163-as vagy az 51 164-es számú mellékúton, egy rövid szakaszon érintve az 5112-es utat is, majd arról az 5116-os úton továbbhaladva. Az 5116-os út csak a belterület nyugati szélét érinti, a központba csak arról leágazva lehet eljutni, az 51 165-ös számú mellékúton.
- az M6-os autópálya felől az M9-es autóúton
- Kalocsa (az 51-es főút) felöl pedig a Szent László hídon áthajtva érhető el a község; az M9-es itteni csomópontját észak felől lezáró körforgalomból egy önkormányzati út vezet a központba.

Hajóval elérhető a Dunán is; a község kikötőjét kiszolgáló alsóbbrendű közút az M9-es csomópontjának előbb említett körforgalmától indul keleti irányban.

## Története
A régészeti leletek bizonysága szerint Bogyiszló környéke már az avar korban lakott terület volt. A honfoglalás idején letelepedő magyarság szláv népességet talált ezen a vízjárta tájékon. A viszonylag sík területet csak enyhe dombok, kiemelkedések tagolták, amelyet a Duna hordalékával épített évezredek alatt. Áradások idején szinte az egész táj víz alatt állt, szigetszerűen körülvéve a dombokat. Állandó települések ezeken a kicsiny, keskeny magaslatokon létesülhettek, a területre ezért a nagyszámú, igen apró falvak kialakulása jellemző. Bogyiszló az akkori Duna folyam bal oldalára, magas partra települt.
A falu első írott emléke 1272-ből való, neve Buguzlou alakban fordul elő Moys nádor adománylevelében, amikor halastavaival együtt az ábrahámi kolostornak adományozta a birtokot.
A fontos kereskedelmi és közlekedési útvonalaktól távolabb fekvő település a történelem viharaitól védett helyzetben volt, s a környező területek lakói is itt kerestek menedéket, búvóhelyet. A vízjárta, mocsaras terület bőségesen szolgált élelemmel is az ínséges időkben, amikor a háborúzások miatt a földeket felhagyták, művelni nem tudták. A török megszállás és a Rákóczi-szabadságharc idejéből fenn maradtak bujdoklásról szóló történetek, a település határában ma is találunk erre utaló elnevezéseket (Haramiás, Hajdu-szállás, Kányatanya).
Bogyiszló nem csak a háborúk idején nyújtott menedéket, hanem a gyakori áradások alkalmával is, a környék alacsonyabban fekvő, elöntött településeinek. A pusztító árvizek miatt több közeli falut elhagytak lakói és végleg Bogyiszlóba költöztek, például Dalocsából, Karaszból, Doromlásból. Földjeik Bogyiszlóhoz kerültek, az elpusztult településeket azonban határneveik megőrizték.
1380 körül a Duna megváltoztatta folyását, a települést keleti irányban kilométerekre elkerülve. A fő meder természetes áttevődését valószínűleg egy komoly jeges árvíz jégtorlasza okozhatta. A település életében ez nagy változást jelentett, hiszen az addigi széles folyam helyén egy egyre vékonyodó vízfolyás, végül évszázadokkal később egy tó maradt.

## Közélete

### Polgármesterei
- 1990–1994: Dr. Sümegi Zoltán (Bogyiszlói Önkormányzati Kör)[3]
- 1994–1998: Tóth István (független)[4]
- 1998–2002: Tóth István (független)[5]
- 2002–2006: Tóth István (független)[6]
- 2006–2010: Tóth István (független)[7]
- 2010–2014: Tóth István (Fidesz-KDNP)[8]
- 2014–2019: Tóth István (Fidesz)[9]
- 2019–2024: Tóth István (Fidesz-KDNP)[10]
- 2024– : Tóth István (Fidesz-KDNP)[1]

## Gazdaság

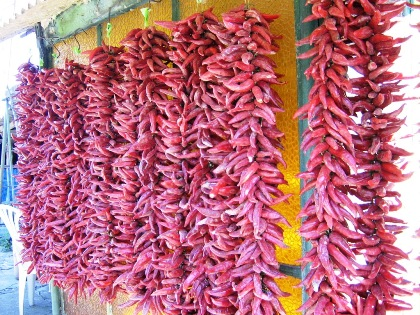
Fűszerpaprika

### Mezőgazdaság
Nevezetes fajta a bogyiszlói paprika.
Az ártéri erdők kiirtása után ezeken a területeken kiváló adottságokkal termeszthető lett a csípős paprika és a fűszerpaprika is, mely Bogyiszló híressége.
Az erdőgazdálkodás, a halászat és a vadászat szintén jelentős hagyományokkal rendelkezik.

## Népesség
A település népességének változása:
| Lakosok száma | 2216 | 2167 | 2152 | 2014 | 1988 | 1982 | 1973 |
|               | 2013 | 2014 | 2015 | 2021 | 2022 | 2023 | 2024 |

A 2011-es népszámlálás során a lakosok 91,9%-a magyarnak, 16,9% cigánynak, 0,5% németnek mondta magát (8,1% nem nyilatkozott; a kettős identitások miatt a végösszeg nagyobb lehet 100%-nál). A vallási megoszlás a következő volt: római katolikus 39,9%, református 36,9%, evangélikus 0,4%, felekezeten kívüli 8,6% (13% nem nyilatkozott).
2022-ben a lakosság 90,8%-a vallotta magát magyarnak, 11,6% cigánynak, 1% németnek, 0,1-0,1% ukránnak, horvátnak és románnak, 1,4% egyéb, nem hazai nemzetiségűnek (9,2% nem nyilatkozott; a kettős identitások miatt a végösszeg nagyobb lehet 100%-nál). Vallásuk szerint 28,7% volt római katolikus, 27,1% református, 0,6% evangélikus, 0,1% görög katolikus, 0,7% egyéb keresztény, 0,8% egyéb katolikus, 12,4% felekezeten kívüli (29,7% nem válaszolt).

## Nevezetességei

### Bogyiszlói Holt-Duna
Az 1820-as években természetes úton fűződött le a holtág. A Duna jobb parti ármentesített területen helyezkedik el, közigazgatásilag Bogyiszló községhez tartozik. Hossza 2,1 km, átlagos szélessége 250 m, területe 52 hektár, átlagos vízmélysége 0,8 m, víztérfogata 416 ezer m³.
A holtág tulajdonosai: Bogyiszló Község Önkormányzata és 13 magánszemély, kezelője Bogyiszló Község Önkormányzata. Birtokhatárokat a helyszínen nem jelöltek ki, nem tartozik természetvédelmi területhez. Vize belvizekből és felszín alatti szivárgásból származik. Ezenkívül lehetőség van magas dunai vízállás esetén a Bogyiszlói főcsatornán és a Karaszi-foki zsilipen keresztül feltöltésre, alacsony vízállás esetén leürítésre. A kapcsolódó belvízöblözet területe 25 km².
Vizének minőségét alkalomszerűen vizsgálják. A község felől jelentős kommunális eredetű és állattartásból származó szennyezés érte a holtágat, ám a közelmúltban az önkormányzati intézkedések és jogi szigorítások eredményeképpen a helyzet jelentősen javult. Az utóbbi két évtizedben a holtágon többször előfordult vízvirágzás és halpusztulás, vizének erőteljes volt az eutrofizációja, medrének feliszapoltsága előrehaladott. Vízinövényekkel való benőttsége közepes, illetve már inkább ritka hiszen az elmúlt évtizedben már kétszer is sor került e holtág részleges iszaptalanítására. Ezek közül a 2013-as volt inkább számottevő, melynek folyamán a mederből eltávolított iszapból, jól megközelíthető, kényelmesen bejárható parti sétányt alakítottak ki. Kedvező változás továbbá, hogy Bogyiszló község területén 2000-ben kiépült a szennyvízcsatorna-hálózat (a szennyvizet a tolnai telepen tisztítják), ennek is köszönhető a vízminőség jelentős javulása.
A holtág jelentős tájformáló szerepet tölt be, jól hasznosítható belvíztározásra és horgászatra.

#### Halállomány
A víz jelentős halállományának zömét a ponty, az ezüstkárász és a dévérkeszeg teszi ki. Említést érdemel, hogy a pontyok nagy része a dunai vad fajtát képviseli, mely egy remek sportértékkel bíró hal, illetve nekik köszönhető a tó évről évre megújuló ivadékállománya. Ehhez hozzájárulnak a tó náddal, gyékénnyel, sással és helyenként tavirózsával benőtt part menti sekély részei, melyek a tavaszi időszakban kiváló ivóhelyként szolgálnak a pontyoknak, fehérhalaknak és ragadozóknak egyaránt. Pozitívum továbbá, hogy a tavaszi iszaptalanító munkálatok során károsodás nélkül megőrizték ezeket a területeket. A legjellemzőbb ragadozó a vízterületen a süllő, de megtalálható továbbá a harcsa, a csuka, a balin, valamint a csapósügér. Horgászatilag jelentős még az amur állomány, mely valószínűleg a korábbi halászati kezelés idejéből maradt a holtágban. Jelenléte több szempontból is előnyös, hiszen egy nagyon sportos hal, illetve segít ez eutrofizáció visszaszorításában. Előfordulnak még igazi dunai kuriózum halak is, köztük több szigorúan védett fajta, például a leánykoncér, melyek valószínűleg a főcsatornán keresztül kerültek a vízbe. Az újonnan kiépített egyenletes part kiváló lehetőséget biztosít kisebb és országos horgászversenyek megrendezésére egyaránt.

### Orchideás erdő
A 36 hektáros, kb. 1,5 km. hosszú, de néhol alig több mint 100 méter széles terület országos védettséget 1992-ben kapott, majd a Duna–Dráva Nemzeti Park megalakulásával annak legészakibb területegysége lett.
A termőhely túlnyomó része másodlagos, mivel a Sió menti árvízvédelmi töltéshez - a termőréteg lehántásával - innen nyerték az építőanyagot.
A védettség okát - mint a név is sugallja - a szinte mindenütt és nem ritkán tömegesen előforduló orchideák képezik. Az itt megfigyelt 6 faj közül leggyakoribb a mutatós, akár fél méteresre is megnövő vitézkosbor (Orchis militaris). Egyes kutatók szerint a Kárpát-medence legnagyobb állománya található itt. Az egyedszám becslések szerint megközelíti az 1 milliót. Április végén, május közepén szemet gyönyörködtető látvány a szálanként vagy kisebb-nagyobb csoportokban nyíló, ezernyi, dekoratív orchidea. Csaknem mindenütt és nagy egyedszámban találkozhatunk a fehér madársisakkal (Cephalathera damasonium). Közeli
rokon, a valamivel korábban nyíló kardos madársisak (Cephalathera longifolia) nála ritkább. A legmélyebben fekvő részek nyújtanak otthont a nyár elején virágzó mocsári nőszőfűnek (Epipactis palustris), valamint a lényegesen feltűnőbb hússzínű ujjaskosbornak (Dactylozhiza incarnata). Ez utóbbinak eddig csak egy kisebb állománya került elő. A szerény megjelenésű békakonty (Listera ovata)sokszor elkerüli a figyelmünket, pedig két jellegzetes, tojásdad vagy elliptikus leveléről már bimbós állapotban is könnyen felismerhető. Az orchideák árnyékában szerényen húzódnak meg a közönséges kígyónyelv (Ophioglossum vulgatum) arasznyi hajtásai. Talán még nehezebb felfedezni a szintén spórás és ugyancsak védett tarka zsurlót (Equisetum variegatum). Felismerését nehezíti, hogy a hozzá hasonló (nem védett) hosszú zsurló (E. ramosissimum) nála jelentősen nagyobb mennyiségben szintén él a területen. A harasztok törzsébe tartozik a tőzegpáfrány (Thelypteris palustris) is, melynek kisebb állománya egy, nyáron is vízállásos erdőfoltban ismert. Virágos növényeink közül természetesen nem csak orchideák élnek itt, de ezeket leszámítva védett faj a területről ez idáig csak egy, a tárnicsfélék közé tartozó gyíkpohár (Blackstonia acuminata) került elő. A nyár derekán bukkanhatunk e törékeny, 10–30 cm magasra növő, egyéves néhány virító egyedére.

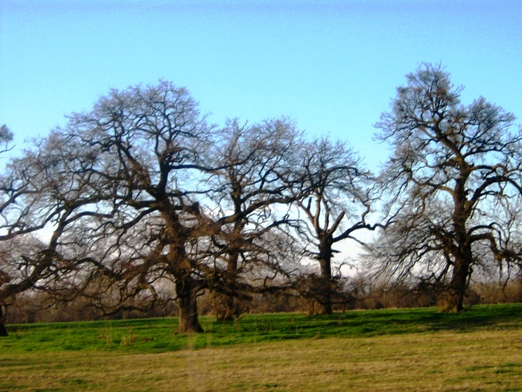
Őstölgyes

Bár a felfedezése óta több hivatásos és amatőr biológus, ill. botanikus is járt itt, a terület részletes kutatása, botanikai (és zoológiai) feltárása még nem történt meg. A további kutatómunka eredményeként újabb természeti értékek, botanikai ritkaságok előkerülése várható.

### Őstölgyes
Szintén helyi természeti ritkaság a falu és a Duna között elterülő, sajnos pusztulófélben lévő őstölgyes, ahol több száz éves tölgyek ritka példányai láthatók.

### Gemenci-erdő
A Gemenci-erdő (Gemenci Vadrezervátum) 1977-ben vált védett területté: azóta tájvédelmi körzet, 1996-tól pedig – az akkor létesült – a Duna–Dráva Nemzeti Park része lett. Az erdő Bogyiszló és Bátaszék között, mintegy 30 km hosszan húzódik a Duna jobb oldali tágas (a legszélesebb része 7 km) hullámterében. Területe 17 779 ha, amiből fokozottan védett 2761 ha.
Az erdős részek között számos ősgyeppel fedett tisztást, mocsárrétet és nádast találunk.

## Kulturális élet
A község néphagyományokban és népszokásokban gazdag, különösen a néptánc és a népzene területén. A szépen dúsított népviselet nagyon jellemző a helységre. A női népviselet élénk színei, valamint a rakott szoknyák együttesen nagyon kihangsúlyozzák a környékre jellemző csípő mozgást és a bukózást. A táncrendet leginkább a lassú csárdás, friss csárdás, az ugrós, a cinege és a mars alkotják tambura és hegedű kísérettel.